# چیرو پولیتو
چیرو پولیتو (انگلیسی: Ciro Polito؛ زادهٔ ۱۲ آوریل ۱۹۷۹) بازیکن فوتبال اهل ایتالیا است.
از باشگاه‌هایی که در آن بازی کرده‌است می‌توان به باشگاه فوتبال سالرنیتانا، باشگاه فوتبال کاتانیا، باشگاه فوتبال پیستویزه، باشگاه فوتبال یووه استابیا، باشگاه فوتبال دلفینو پسکارا، باشگاه فوتبال آتالانتا، باشگاه فوتبال ساسولو، و باشگاه فوتبال آولینو اشاره کرد.